# Atsinganosaurus velauciensis
L'atsinganosauro (Atsinganosaurus velauciensis) è un dinosauro erbivoro appartenente ai sauropodi. Visse nel Cretaceo superiore (Campaniano, circa 75 milioni di anni fa) e i suoi resti fossili sono stati ritrovati in Europa (Francia).

## Descrizione
Conosciuto per resti ben conservati provenienti dalla località di Velaux-La Bastide Neuve (zona di Aix-en-Provence, Francia), questo dinosauro possedeva il tipico aspetto dei dinosauri sauropodi: collo e coda lunghi, un corpo voluminoso sorretto da arti colonnari. Rispetto ad altri sauropodi simili (ad es. Ampelosaurus) questo dinosauro aveva un aspetto vagamente più snello. Doveva essere lungo almeno 12 metri.

## Classificazione
Il nome generico, Atsinganosaurus, significa “lucertola zingara”: ciò dipende dal fatto che i paleontologi che lo descrissero (Garcia et al., 2010) ritennero che questo animale compisse migrazioni tra l'Europa occidentale e quella orientale. Atsinganosaurus è considerato un membro dei titanosauri, un gruppo di sauropodi caratteristici del Cretaceo. Rispetto ad altri titanosauri europei (come Ampelosaurus, Lirainosaurus e Magyarosaurus), Atsinganosaurus è considerato più primitivo. È possibile che un suo stretto parente fosse Malawisaurus, vissuto in Africa molti milioni di anni prima. 